# Christoph Theuerkauf
Christoph Theuerkauf (Magdeburg, 13 de octubre de 1984) es un exjugador de balonmano alemán que jugaba de pívot. Su último equipo fue el TBV Lemgo de la Bundesliga. Fue un componente de la selección de balonmano de Alemania.
Con la selección ha jugado 57 partidos y ha marcado 111 goles.

## Palmarés

### Magdeburg
- Copa EHF (1): 2007

### TBV Lemgo
- Copa de Alemania de balonmano (1): 2020

## Clubes
- SC Magdeburg (2003-2010)
- TBV Lemgo (2010-2012)
- HBW Balingen-Weilstetten (2012-2016)
- TV Weilstetten (2016)
- TBV Lemgo (2016-2021)